# Simone Sardanelli
Simone Sardanelli (né le 3 mai 1994 à Vibo Valentia) est un joueur italien de volley-ball. Il mesure 1,80 m et joue libero.

## Clubs
| Club                | De        | À         |
| ------------------- | --------- | --------- |
| Callipo Sport       | 2013-2014 | 2015-2016 |
| Offida Volley       | 2016-2017 | 2016-2017 |
| Rinascita Lagonegro | 2017-2018 | 2018-2019 |
| Callipo Sport       | 2019-2020 | ...       |

## Palmarès
- Coupe d'Italie A2 (2)
  - Vainqueur : 2015, 2016